# Вульф, Карл Иванович фон
Карл Иванович фон Вульф (нем. Karl Friedrich von Wulf) (ум. 1798) — участник Русско-турецкой войны 1768—1774 гг., инспектор по артиллерии российской армии, генерал от артиллерии.

## Биография
Фон Вульф происходил из старинного лифляндского дворянского рода, родоначальником которого был переселившийся в Швецию и принявший фамилию Вульф польский полковник Георгий-Фридрих Вильковский (1594—1642).
В 1739 году фон Вульф поступил на военную службу в российскую армию. 11 апреля 1764 года он был произведён Екатериной II в генерал-майоры и с этого времени состоял в числе генералитета Артиллерийского корпуса. Принимал участие в Русско-турецкой войне 1768—1774 годов, в 1770 году состоял во 2-й армии и был пожалован орденом Святой Анны.
По окончании войны фон Вульф продолжал службу по артиллерии, значась в списках с отметкой «в Риге». В 1781 году он был произведён в генерал-поручики, 1 января 1795 года награждён орденом Святого Александра Невского и к концу царствования Екатерины II являлся старшим по чину генералом Артиллерийского корпуса, следуя непосредственно за генерал-фельдцейхмейстером князем П. А. Зубовым.
Вступивший на престол 6 ноября 1796 года Павел I немедленно отметил заслуги пожилого генерала: уже 29 ноября 1796 года фон Вульф был произведён в чин генерала от артиллерии. Фон Вульф стал вторым военачальником российской армии в чине генерала от артиллерии с момента введения Павлом I чинов полных генералов по родам войск, и первым, непосредственно произведённым в него: директор Артиллерийского и инженерного кадетского корпуса П. И. Мелиссино первоначально, 11 ноября 1796 года, получил от Павла I ещё старый чин генерал-аншефа.
Высочайшим приказом 27 февраля 1797 года из прежних артиллерийских частей были сформированы 14 артиллерийских батальонов и одновременно назначены пять инспекторов по артиллерии. Генерал от артиллерии фон Вульф стал шефом Осадного артиллерийского батальона (находившегося в Риге) (батальон был сформирован в составе пяти рот, причём одна из них наименована ротой генерала от артиллерии фон Вульфа) и инспектором по артиллерии в Риге, Вильне и Смоленске.
Однако эти должности Вульф занимал недолго: он находился в военной службе уже 58 лет и в конце года подал прошение об отставке, которое 28 декабря 1797 года было удовлетворено императором:

Генерал от Артиллерии Фон-Вульф Всемилостивейше увольняется по прошению его от службы с половинным его жалованьем и с ношением мундира; на место его назначается Шефом Артиллерийского баталиона Генерал-Майор Ламздорф

В отставке Вульф прожил недолго. 1 мая 1798 года император предписал Лифляндскому гражданскому губернатору Х. А. Рихтеру:

Состоявшую в Лифляндии за генералом артиллерии Вульфом аренду в тринадцати гаках всемилостивейше повелеваем оставить за вдовою помянутого генерала, урождённою Левиз, по смерть ея, на том самом основании, на каком владел умерший муж ея